# Stefan Fryc
Stefan Fryc (ur. 10 sierpnia 1894 w Nowej Wsi Szlacheckiej, zm. 9 listopada 1943 w Warszawie) – polski piłkarz, olimpijczyk z Paryża. 

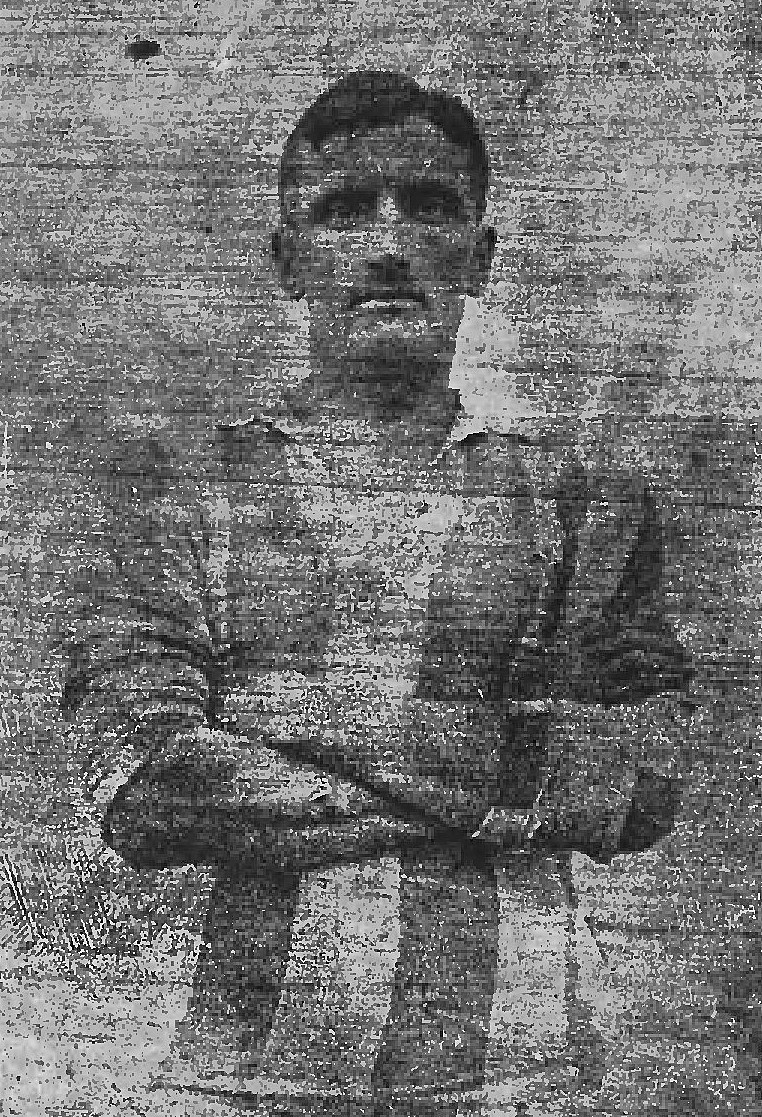
Stefan Fryc (ok. 1921)

## Życiorys

### Dzieciństwo i służba wojskowa
Urodził się 10 sierpnia 1894 w Nowej Wsi Szlacheckiej koło Krakowa. W latach 1907–1914 pobierał naukę gimnazjum świętej Anny w Krakowie. W 1918 złożył egzamin dojrzałości w trybie eksternistycznym. We wrześniu 1914 został wcielony do austriackiego wojska. Walczył na froncie serbskim i włoskim, pełniąc funkcję obserwatora i podoficera wywiadowczego. W końcu października wystąpił z armii austriackiej.
1 listopada 1918 wstąpił do Wojska Polskiego. W lutym 1919 został skierowany na front ukraiński. Brał udział w wojnie polsko-bolszewickiej jako podporucznik 6 pułku artylerii polowej. 8 lutego 1924 został mianowany porucznikiem artylerii rezerwy ze starszeństwem z dniem 1 czerwca 1919. Od końca 1920 do marca 1922 pracował jako urzędnik w Banku Kupiectwa Polskiego, następnie do wybuchu wojny w Powszechnym Banku Kredytowym SA.

### Kariera piłkarska
Piłkę nożną zaczął uprawiać w okresie gimnazjalnym. W 1910 został członkiem Cracovii. W październiku 1911 wszedł do pierwszej drużyny klubu. W 1913 zdobył mistrzostwo Galicji. Brał udział także w mistrzostwach w 1914 niedokończonych z powodu wybuchu wojny. Po zakończeniu I wojny światowej kontynuował karierę w Cracovii.
W reprezentacji debiutował w 1922 w meczu ze Szwecją (pierwsze zwycięstwo Polaków). 3 września 1922 w spotkaniu Rumunią w Czernowicach pełnił rolę kapitana. Uczestniczył w przegranym 0:5 meczu z reprezentacją Węgier na igrzyskach olimpijskich w Paryżu. Łącznie w biało-czerwonych barwach rozegrał 8 oficjalnych spotkań. W latach 1910–1926 był członkiem Cracovii. Z klubem tym zdobył mistrzostwo Polski w 1921. W 1926 zakończył karierę klubową. W 1932 został uhonorowany Złotą Odznaką Jubileuszową Cracovii.

### Dalsze losy
Brał udział w wojnie obronnej 1939 w stopniu porucznika rezerwy artylerii. Był internowany na Węgrzech. W 1943 powrócił do kraju zamieszkał w Warszawie. Prawdopodobnie w listopadzie 1943 został aresztowany przez Gestapo, zginął 9 listopada 1943 roku zamordowany w getcie warszawskim przez SS. W literaturze funkcjonuje również wersja, że zginął w powstaniu warszawskim.

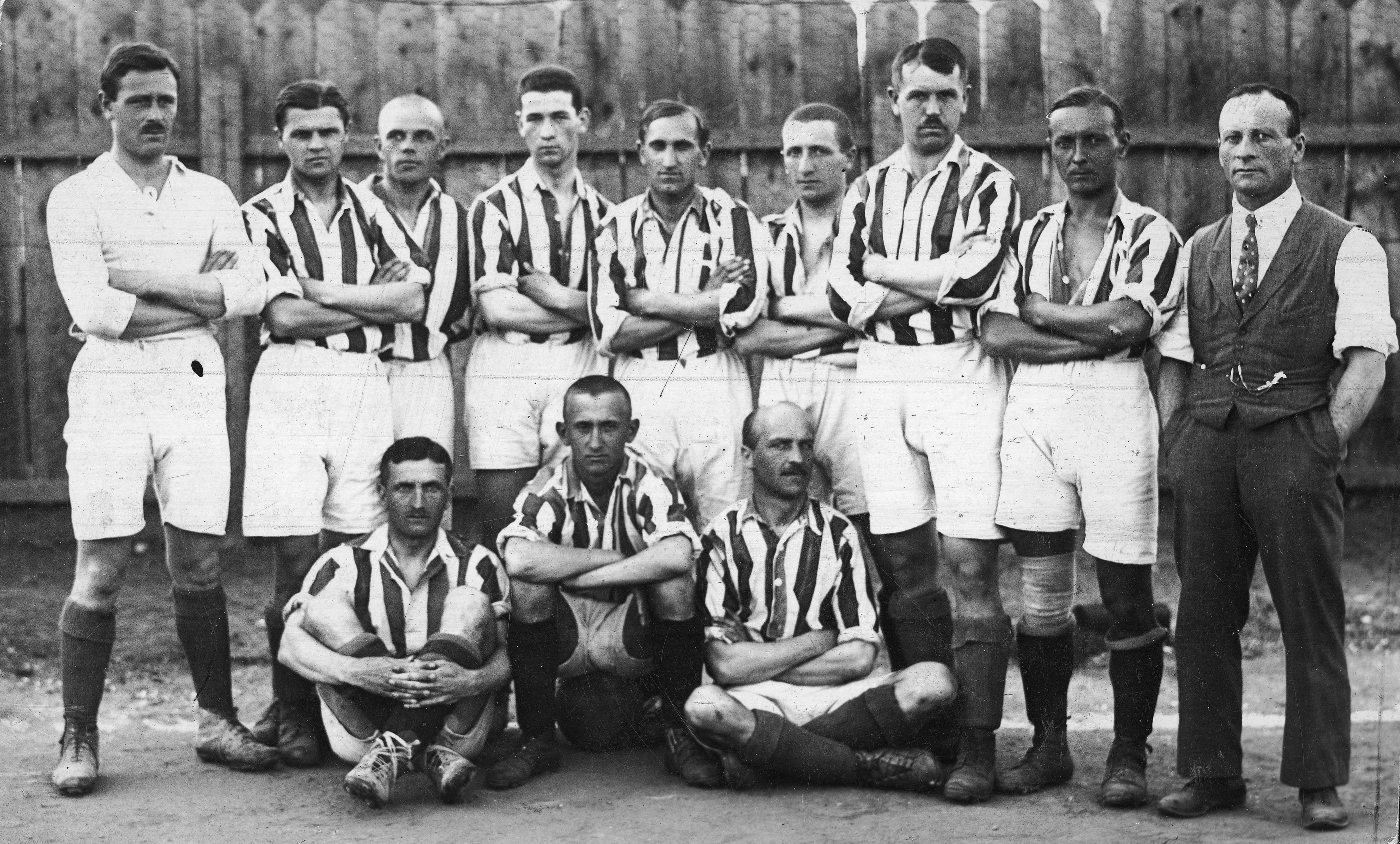
Cracovia, mistrz Polski z 1921 r., Fryc siedzi pierwszy od lewej
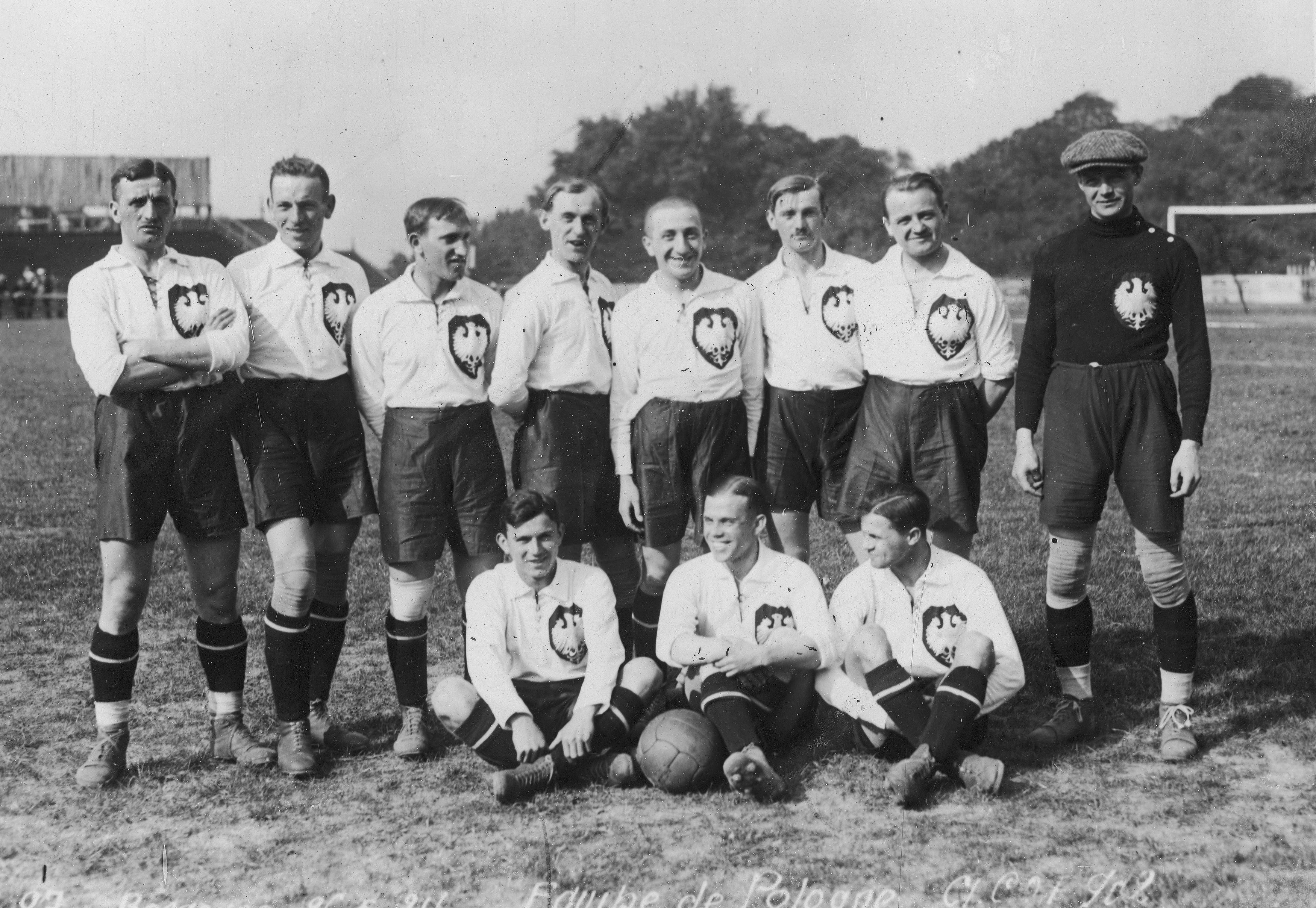
Reprezentacja Polski podczas igrzysk olimpijskich w 1924 r., Fryc stoi pierwszy od lewej